# Vargha Domokosné Stolte Magdolna
Vargha Domokosné Stolte Magdolna, névváltozatok: Vargha Domokosné, Vargha Magda, Vargha Magdolna (Budapest, 1931. március 16. – Budapest, 2010. augusztus 8.) könyvtáros, tudománytörténész, író, Varga Domokos író felesége, Vargha András pszichológus és Varga Domokos György író anyja.

## Életpályája
Stolte Lénárd (1888–1961) és Halász Magdolna (1895–1952) negyedik gyermekeként született. 1951-ben felvették a Színház- és Filmművészeti Főiskolára, ahol dramaturg diplomát szerzett, és 1956-ban állást kapott a bábszínháznál. 1956 után férjét elvitték, majd másfél év börtönre ítélték a forradalomban játszott szerepéért, és ő rövid időre egyedül maradt hat gyermekével. 1959-ben elvesztette bábszínházi állását. Később könyvtárosi állást kapott egy középiskolában, majd innen átkerült a szakszervezetek központi könyvtárába, ahol azonban  nem érezte jól magát a politikai hangulat miatt. 1965-től a Konkoly Thege Csillagvizsgáló Kutatóintézet könyvtárában dolgozott. 1966-ban könyvtárosi oklevelet szerzett az Eötvös Loránd Tudományegyetemen. 1999-ben nyugalomba vonult.

## Munkássága
A Konkoly Thege Csillagvizsgáló könyvtárosaként rövid idő alatt nemzetközi hírnevűvé fejlesztette a könyvtárat. A régi iratokat rendezve, olyan történeti forrásokat talált, amelyek elindították őt a tudománytörténészi pályáján. Csillagászati dokumentációval foglalkozott, és csillagászattörténeti munkákat írt híres csillagdákról és csillagászokról. Tudománytörténeti munkásságát nyugdíjba vonulás után is folytatta.

### Csillagászattörténeti munkái
- Vargha Domokosné: Pasquich János (1754–1829), MEK OSZK, Online hozzáférés
- Vargha Domokosné: Zách János Ferenc szerepe Lipszky Magyarország-térképének megszületésében, Lipszky emlékülés és kiállítás, előadások (1998. XII. 14.) Online hozzáférés
- Vargha Domokosné: Zách János Ferenc (1754–1832) csillagász, MEK OSZK, Online hozzáférés, angol fordítása Vargha Magda néven.
- Vargha Domokosné: Tittel Péter Pál (1784–1831), MEK OSZK, Online hozzáférés
- Vargha Domokosné: Carl Friedrich Gauss magyar csillagász-barátai: Zách János Ferenc, Paquich János és Tittel Péter Pál, Magyar Tudomány, 1998/9, Online hozzáférés Archiválva 2007. november 30-i dátummal a Wayback Machine-ben

## Családja
Tizenéves korában nagyon érdeklődött az irodalom és a művészetek iránt, és a Petőfi-körben ismerte meg későbbi férjét, Varga Domokos írót, akihez 1948-ban férjhez ment, és 54 évet éltek együtt. Hét gyermekük született: András pszichológus és matematikus, Péter biostatisztikus, Domokos György író és újságíró, Gergely kutató-mérnök, Anna vegyész, Magdolna tudománytörténész, fizikatanár és iskolaigazgató, Júlia építészmérnök. 